# Plombières (gastronomia)
Il plombières è un tipo di gelato francese a base di estratto di mandorle, kirsch e frutta candita.

## Etimologia e storia

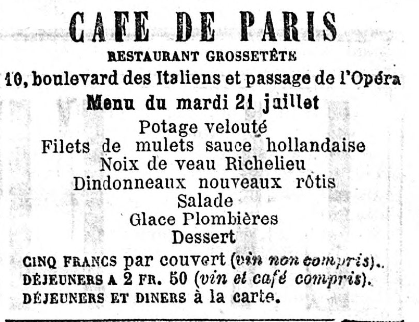
Menu ottocentesco che menziona il dolce

L'origine del plombières è controversa: si pensa che il suo nome riprenda quello dell'omonimo comune del Grand Est. Secondo una tradizione, il dolce venne servito per la prima volta a Napoleone III quando, nel 1858, andò a stipulare gli accordi di Plombières con Cavour. Nonostante ciò, Marie-Antoine Carême parlava già di una  "crema plombière" nel suo Pâtissier royal parisien del 1815. Ricette simili possono essere trovate in altri libri di cucina francesi del diciannovesimo secolo.
Secondo quanto asserì Pierre Lacam nel 1893, la "crema plombière" prende il nome da un utensile utilizzato per realizzarla. Una simile teoria venne espressa da Joseph Favre nel suo dizionario di cucina, in cui si afferma che "plombière è sinonimo di bombe, uno strumento che serve per macinare gli ingredienti del piatto". Altri studiosi ipotizzarono che il dolce prenda il nome dallo stampo in cui viene pressata la crema.

## Alimenti simili

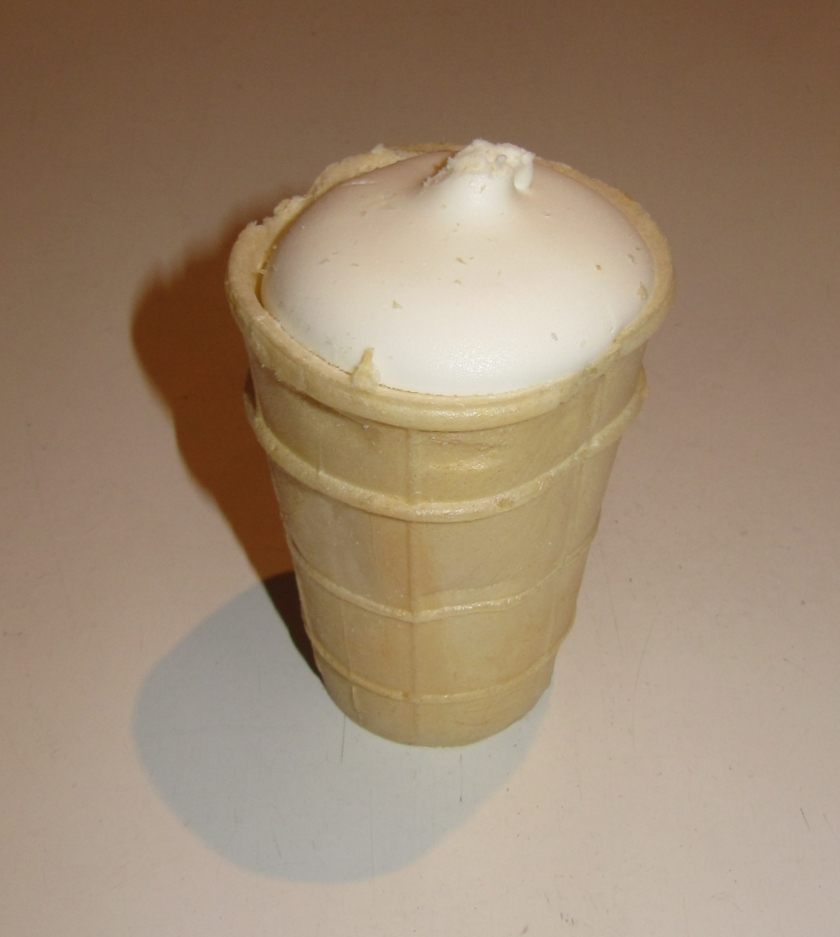
Plombir

Il plombières non deve essere confuso con il Malaga, un gelato alla vaniglia servito con uvetta secca, e imbevuta di vino di Malaga o rum.
Il plombir (пломбир) è un simile dolce nato nell'Unione Sovietica e che si può trovare negli ex stati sovietici.

## Nella cultura
Il plombières viene menzionato in Splendori e miserie delle cortigiane di Honoré de Balzac.